# ووسترو (وندلند)
شهر ووسترو (به آلمانی: Wustrow) در ایالت نیدرزاکسن در کشور آلمان واقع شده‌است.